# Monte Goriane
Monte Goriane är ett berg i Österrike.   Det ligger i förbundslandet Kärnten, i den centrala delen av landet, 280 km sydväst om huvudstaden Wien. Toppen på Monte Goriane är 1 634 meter över havet, eller 37 meter över den omgivande terrängen. Bredden vid basen är 0,69 km.
Terrängen runt Monte Goriane är bergig västerut, men österut är den kuperad. Närmaste större samhälle är Arnoldstein, 10,1 km öster om Monte Goriane. 
I omgivningarna runt Monte Goriane växer i huvudsak blandskog. Runt Monte Goriane är det glesbefolkat, med 10 invånare per kvadratkilometer.